# شاوزویل (ویرجینیا)
شاوزویل (به انگلیسی: Shawsville) یک منطقهٔ مسکونی در ایالات متحده آمریکا است که در شهرستان مونتگومری، ویرجینیا واقع شده‌است. شاوزویل ۶٫۰ کیلومتر مربع مساحت و ۱٬۳۱۰ نفر جمعیت دارد و ۴۳۹ متر بالاتر از سطح دریا واقع شده‌است.